# Трембицкий, Станислав

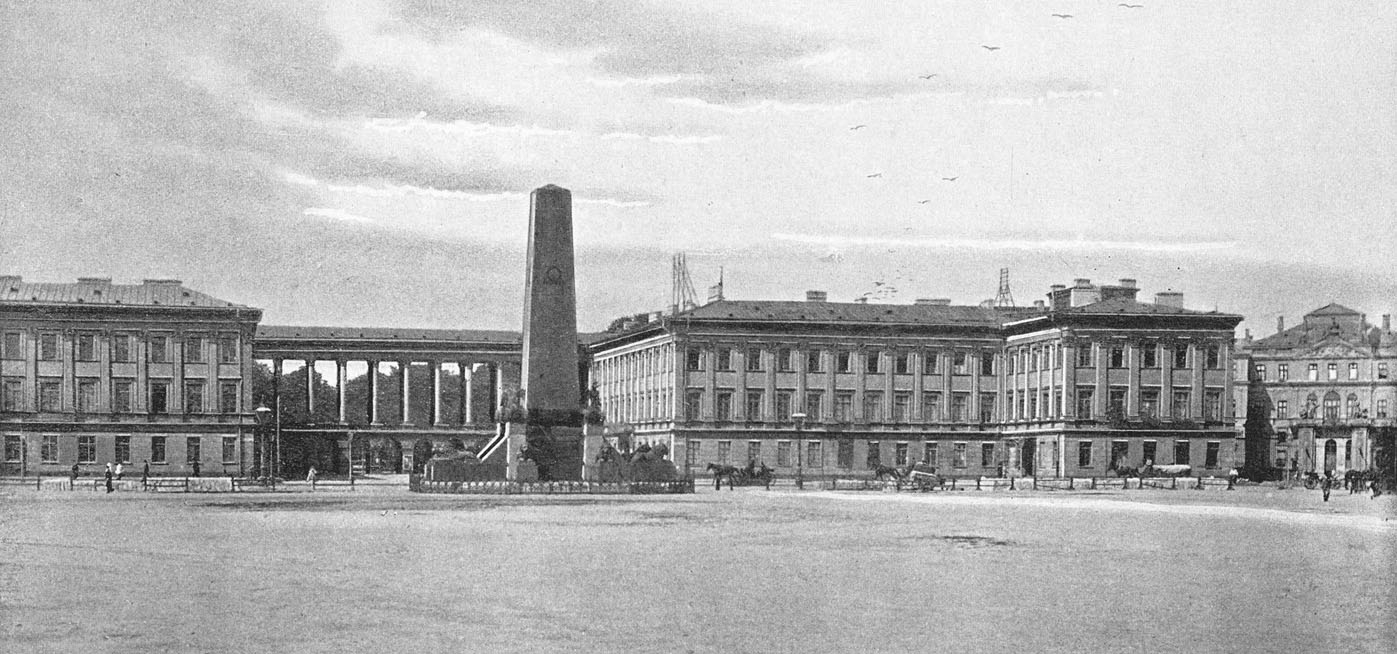
Памятник семи генералам

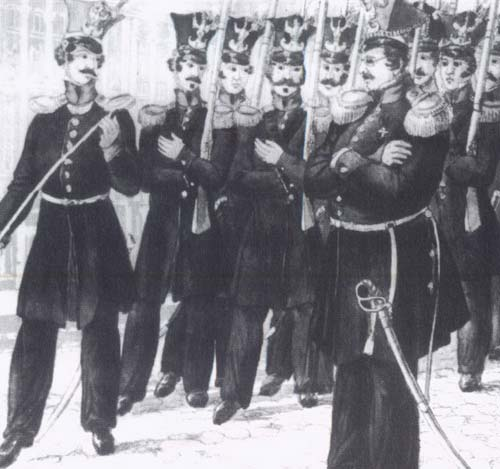
Польский гвардейский гренадерский полк,1830

Станислав Трембицкий (пол. Stanisław Trębicki; 5 апреля 1792, Варшава — 29 ноября 1830, Варшава) — польский военный деятель, бригадный генерал, один из шести генералов-поляков, убитых повстанцами в ходе Ноябрьского восстания за отказ нарушить присягу, данную царю польскому и императору всероссийскому Николаю I.

## Биография
Быстрый рост свой военной карьеры С. Трембицкий начал в 1806 году курсантом 2-го пехотного полка, в январе 1807 года в армии Варшавского герцогства он стал подпоручиком, а в конце того же года ему был присвоено уже звание капитана.
За участие в войне с Австрией в 1810 году награждён орденом Virtuti Militari. Участник русской кампании 1812—1813 гг. в составе польских подразделений армии Наполеона.
В 1812 году получил звание майора. За боевые заслуги в 1813 году Наполеон наградил Станислава Трембицкого Орденом Почетного Легиона.
После поражения императора Наполеона Трембицкий в 1815 году вступил в армию Царства Польского, входившего в состав Российской империи.
Армия Королевства Польского тогда состояла из гвардии и линейной пехоты. Гвардейские подразделения составляли: гвардейский гренадерский полк, полк стрелков-конногвардейцев и конная батарея. Линейная пехота включала 2 пехотные бригады и пехотную бригаду стрелков (егерей). Численность армии достигала 27 тысяч солдат и офицеров, в её составе насчитывалось 96 полевых орудий.
Трембицкий начал служить в звании майора гренадерского полка. В 1815 году ему было присвоено звание подполковника, после чего он был назначен фельд-адъютантом великого князя Константина.
В 1816 году состоял в звании полковника, в 1828 году Трембицкому было присвоено звание бригадного генерала.
Перед польским восстанием 1830 года С. Трембицкий служил инспектором линейной пехоты армии Королевства Польского, при штабе великого князя Константина, который поручил ему надзор за Школой подхорунжих в Варшаве.
В ночь восстания С. Трембицкий повстречал в районе Краковского предместья польской столицы марширующих в направлении варшавского Арсенала курсантов школы подхорунжих, которые потребовали от него принять на себя командование их отрядом. Трембицкий отказался присоединиться к повстанцам, был ссажен с коня. Мятежники силой заставили генерала идти вместе с ними. После очередного предложения взять на себя командование их подразделением, его повторного решительного отказа нарушить присягу и возникшего острого конфликта, генерал Станислав Трембицкий был расстрелян на одной из варшавских улиц.
Трембицкий зарекомендовал себя отличным организатором и военачальником. Был одним из самых молодых перспективных и способных польских генералов, служивших в войсках Царства Польского.
В качестве опекуна школы подхорунжих стремился усовершенствовать обучение курсантов, вводя элементы военно-операционного искусства и основ точных наук.
Похоронен он был на кладбище «Старые Повонзки» в Варшаве.
В память о верных присяге генералах-поляках в 1841 году, через 10 лет после подавления ноябрьского восстания, на одной из варшавских площадей по распоряжению императора Николая I, собственноручно сделавшего наброски будущего обелиска, был сооружен Памятник семи генералам:
- - Маурицию Гауке (пол. Maurycy Hauke),
  - Станиславу Потоцкому (пол. Stanisław Potocki),
  - Йозефу Новицкому (пол. Józef Nowicki),
  - Игнацы Блюмеру (пол. Ignacy Blumer),
  - Станиславу Трембицкому (пол. Stanisław Trębicki),
  - Томашу Яну Семёнтковскому (пол. Tomasz Jan Siemiątkowski)
- полковнику Филипу Нереужу Мецишевскому (пол. Filip Nereusz Meciszewski).

На монументе была высечена надпись: «Полякам, павшим в 1830 году за верность своему Монарху» (пол.  "Polakom poległym w 1830 roku za wierność swemu Monarsze").
Памятник был крайне непопулярен среди горожан, которые считали восставших в 1830 году героями, а погибших от их рук генералов национальными изменниками. После занятия Варшавы во время Первой мировой войны немецкими войсками в апреле 1917 года монумент был разобран жителями Варшавы.

## Награды
- Орден Святого Станислава 1-й степени (1829, Царство Польское)[1][2]
- Орден Святого Станислава 2-й степени (1825, Царство Польское)[1][2]
- Орден «Virtuti Militari», золотой крест (1810, Варшавское герцогство)
- Орден Почётного легиона, офицер (1813, Французская империя)
- Орден Святого Владимира 3-й степени (Российская империя)[3]
- Орден Святой Анны 2-й степени (Российская империя)[3]
- Знак отличия «XX лет беспорочной службы» (1830, Российская империя)[4]